# Montijo, Tây Ban Nha
Montijo là một đô thị trong tỉnh Badajoz, Extremadura, Tây Ban Nha. Dân số 15.620 người (2005).
Montijo nằm giữa Badajoz và Mérida, gần bờ sông Guadiana. Việc mở rộng đô thị bao gồm 3 trung tâm dân cư khác nhau: Lácara, Barbaño và Montijo, là thủ đô cuối cùng.
Trận chiến Montijo đã được giao chiến gần thành phố năm 1644.
Thị trấn này cũng có liên quan đến Eugenie de Montijo.